# Larnax andersonii
Larnax andersonii är en potatisväxtart som beskrevs av N. W. Sawyer. Larnax andersonii ingår i släktet Larnax och familjen potatisväxter. Inga underarter finns listade i Catalogue of Life.